# Agnès Laurent
Josette Chouleur, connue sous le nom de scène Agnès Laurent, née le 28 janvier 1936 à Lyon et morte le 16 février 2010  à Grenoble, est une comédienne française.

## Biographie
Agnès Laurent est notamment connue pour avoir tenu le rôle vedette dans le film de Pierre Foucaud Mademoiselle Strip-tease (1957).
En 2021, le cinéaste lyonnais Gérard Courant lui a dédié son film, Le Tourbillon de Lyon.

## Filmographie
- 1956 : Club de femmes de Ralph Habib
- 1956 : Mannequins de Paris d'André Hunebelle : Lucette
- 1957 : Les Collégiennes d'André Hunebelle : Anne-Marie
- 1957 : Marchands de filles de Maurice Cloche : Josette Legrand
- 1957 : Mademoiselle Strip-tease de Pierre Foucaud : Sophie Durville
- 1957 : Un amour de poche de Pierre Kast : Monette
- 1958 : Les Diables verts de Monte Cassino d'Harald Reinl : Hélène
- 1958 : Péché de jeunesse de Louis Duchesne : Catherine
- 1958 : Dans les griffes des Borgia (La notte del grande assalto) de Giuseppe Maria Scotese : Isabelle
- 1958 : Bonjour, Monsieur La Bruyère, court métrage de Jacques Doniol-Valcroze : Mademoiselle Berger
- 1959 : Tentations de José Antonio de la Loma : Thérese
- 1959 : Nina de Jean Boyer : Cécile Redon-Namur
- 1960 : Cibles vivantes (Altas variedades) de Francisco Rovira Beleta
- 1960 : Amour au collège (A French Mistress) de Roy Boulting : Madeleine Lafarge
- 1961 : Mary Had a Little... (en) d'Edward Buzzell : Mary Kirk
- 1961 : Les Amours célèbres de Michel Boisrond (sketch « Lauzun ») : Irène, la femme du gouverneur.